# Литл-Элк (тауншип, Миннесота)
Литл-Элк (англ. Little Elk) — тауншип в округе Тодд, Миннесота, США. На 2000 год его население составило 340 человек.

## География
По данным Бюро переписи населения США площадь тауншипа составляет 93,2 км², из которых 90,0 км² занимает суша, а 3,2 км² — вода (3,45 %).

## Демография
По данным переписи населения 2000 года здесь находились 340 человек, 120 домохозяйств и 96 семей.  Плотность населения —  3,8 чел./км².  На территории тауншипа расположено 159 построек со средней плотностью 1,8 построек на один квадратный километр. Расовый состав населения: 92,94 % белых, 0,29 % коренных американцев, 0,29 % азиатов и 6,47 % приходится на две или более других рас. Испанцы или латиноамериканцы любой расы составляли 0,59 % от популяции тауншипа.
Из 120 домохозяйств в 35,8 % воспитывались дети до 18 лет, в 68,3 % проживали супружеские пары, в 7,5 % проживали незамужние женщины и в 20,0 % домохозяйств проживали несемейные люди. 19,2 % домохозяйств состояли из одного человека, при том 8,3 % из — одиноких пожилых людей старше 65 лет. Средний размер домохозяйства — 2,83, а семьи — 3,22 человека.
29,1 % населения — младше 18 лет, 7,1 % — в возрасте от 18 до 24 лет, 25,0 % — от 25 до 44, 25,6 % — от 45 до 64, и 13,2 % — старше 65 лет. Средний возраст — 38 лет. На каждые 100 женщин приходилось 106,1 мужчин.  На каждые 100 женщин старше 18 приходилось 119,1 мужчин.
Средний годовой доход домохозяйства составлял 37 679 долларов, а средний годовой доход семьи —  41 250 долларов. Средний доход мужчин —  27 500  долларов, в то время как у женщин — 17 125. Доход на душу населения составил 14 850 долларов. За чертой бедности находились 6,5 % семей и 5,9 % всего населения тауншипа, из которых 4,8 % младше 18 и 17,5 % старше 65 лет.